# Ceylonmakak
Ceylonmakak (Macaca sinica) är en primat i familjen markattartade apor (Cercopithecidae) som förekommer endemisk på Sri Lanka.

## Utseende
Individerna når en kroppslängd mellan 43 och 53 cm och därtill kommer en 47 till 62 cm lång svans. Hannar är med en vikt mellan 4,1 och 8,4 kg tydig tyngre än honor som når 2,3 till 4,3 kg. Arten kännetecknas av en slags krona av hår på huvudet. Annars är pälsen rödbrun till gulbrun. Buken och extremiteternas insida är ljusare. Denna primat har kindpåsar där den förvarar födan.

## Utbredning och habitat
Ceylonmakak lever bara på Sri Lanka. Apan förekommer i många från varandra skilda populationer som ibland betraktas som underarter. Habitatet utgörs av olika slags skogar i låglandet och i bergstrakter upp till 2 100 meter över havet.

## Ekologi
Individerna är aktiva på dagen och vistas främst i träd. Födan utgörs av olika växtdelar som frukter, blommor och blad samt av insekter. Ceylonmakak bildar medelstora flockar med 8 till 43 individer. I varje grupp finns en hierarki som bestämmer tillgången till födan.
Under hösten äger parningen rum. Honor är cirka fem månader dräktiga och föder sedan oftast en unge. Nyfödda ungar är svarta. Honor får vanligen stanna i flocken där de blev födda och hannar letar vanligen efter en ny grupp när de blev könsmogna.

## Ceylonmakak och människor
I flera fall dödas individer när de hämtar sin föda från människans odlingar. Skogsavverkningar och andra förstöringar av levnadsområdet utgör ett annat hot. Beståndet i vissa områden minskade med 80 procent under de senaste 40 åren (tre generationer räknat från 2015). IUCN listar arten som starkt hotad (EN).
Primaten förekommer på Sri Lanka även som sällskapsdjur.